# Калініна Олена Іванівна
Олена Іванівна Калініна (3 грудня 1949, місто Ворошиловград, тепер Луганськ) — радянська діячка, секретар Ленінградського обласного комітету КПРС. Член ЦК КПРС у 1990—1991 роках. Кандидат філософських наук.

## Життєпис
У 1966—1968 роках — копіювальниця Українського науково-дослідного інституту гідровугілля в Луганську; робітниця машинобудівного інституту в Луганську.
У 1968—1972 роках — контролер відділу технічного контролю Ленінградського заводу залізобетонних виробів.
Член КПРС з 1972 року.
У 1972—1975 роках — інженер, заступник секретаря партійного комітету виробничого об'єднання «Барикада» в місті Ленінграді.
У 1974 році закінчила Ленінградський державний університет.
У 1975—1977 роках — 1-й секретар Красногвардійського районного комітету ВЛКСМ міста Ленінграда.
У 1977—1981 роках — секретар Ленінградського міського комітету ВЛКСМ.
У 1981—1985 роках — інструктор Ленінградського міського комітету КПРС.
У 1985—1988 роках — секретар, у 1988—1990 роках — 2-й секретар Смольнинського районного комітету КПРС міста Ленінграда.
У 1990 році — завідувач ідеологічного відділу Ленінградського міського комітету КПРС; 1-й заступник завідувача ідеологічного відділу Ленінградського обласного комітету КПРС.
У травні 1990 — серпні 1991 року — секретар Ленінградського обласного комітету КПРС.
З 1992 року — ректор Міжнародного інституту «Жінка та управління», ректор Соціально-економічного інституту в Санкт-Петербурзі.
У 1995 році закінчила Академію управління при президентові Російської Федерації.